# 下瀨雅允
下瀨雅允（日语：／ Shimose Masatika，1860年1月8日—1911年9月6日），日本發明家、工程學博士和大日本帝國海軍之軍屬。

## 生平
下瀨雅允於1860年（安政6年）12月16日生於廣島鐵砲町（今廣島市中區鐵砲町）出生，是廣島藩藩士鐵砲方下瀨德之助的長男。下瀨雅允於廣島英語學校（舊制中學校廣島一中前身，今廣島縣立廣島國泰寺高等學校）完成中學學業，並在24歲時自工部大学校應用化學科（東京大學工學部前身）畢業。隨後，他任職於大藏省印刷局，期間發明了鎬青（こうせい ，一種亮藍色染料）及能有效識別紙幣真偽的黑色墨水，並改良了版面洗靜液。
1887年（明治20年），下瀨雅允成為海軍技官，並於赤羽火藥製造所專事火藥研究。在一次爆炸事故中，他的左手嚴重燒傷，手指無法再自由屈伸。
六年後，他研發出著名的“下瀨火藥”，因而升任海軍技官及火藥製造所長。1899年（明治32年），下瀨雅允獲得工程學博士學位及帝國學士院獎的殊榮，他的下瀨火藥被應用於日俄戰爭之各海戰及旅順會戰，是大日本帝國在戰役中取勝的重要助力。
1906年（明治39年），下瀨雅允獲勳三等殊榮，同時日本將下瀨火藥的製作方法列為國家機密。兩年後，他成為大日本帝國學術界榮譽機構“帝國學士院”會員。1911年（明治44年）9月6日，下瀨雅允病殁，享年51歲，安葬於東京府北豐島郡駒込的染井靈園（東京都豐島區駒込）。

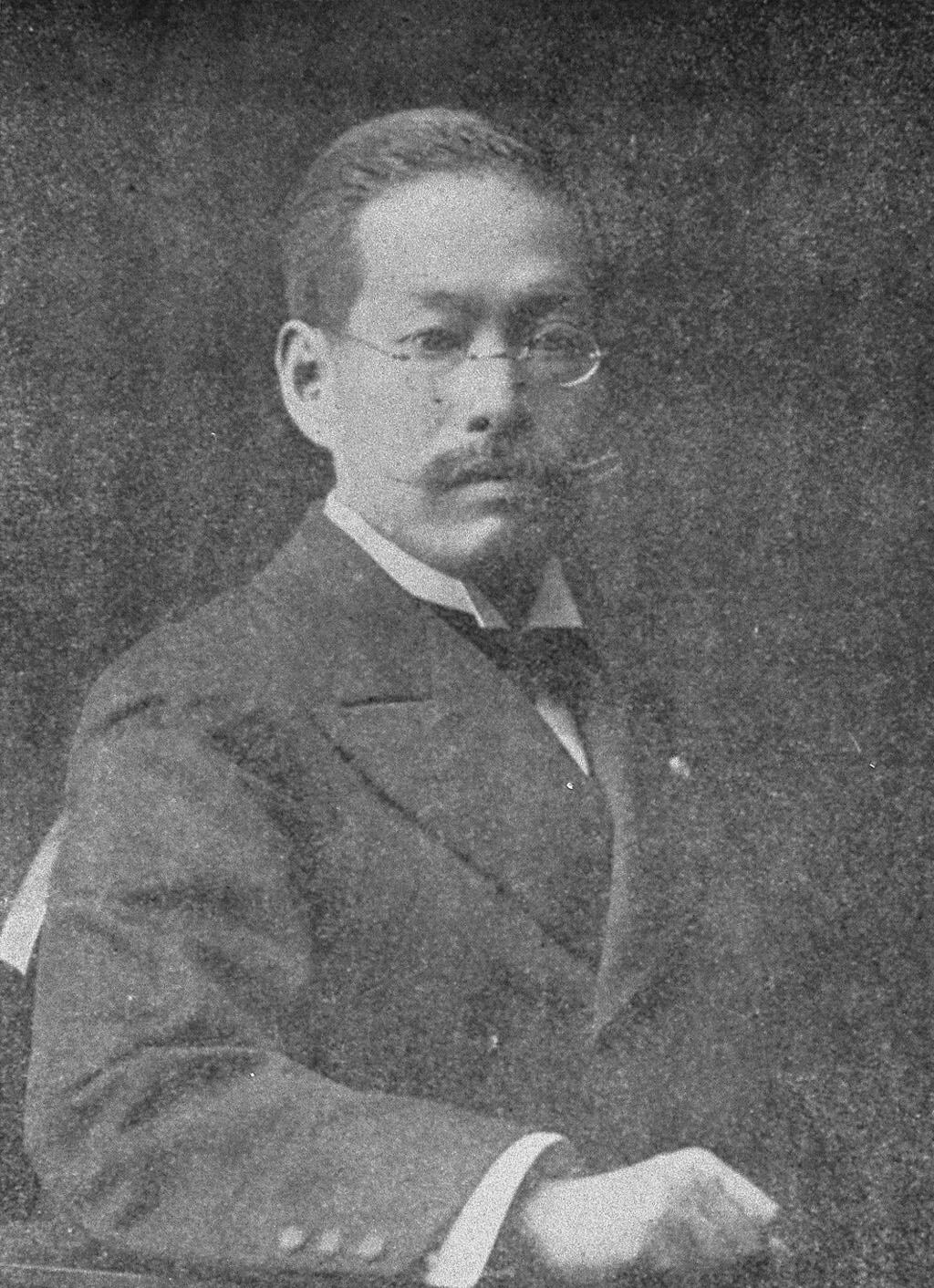
下瀨雅允
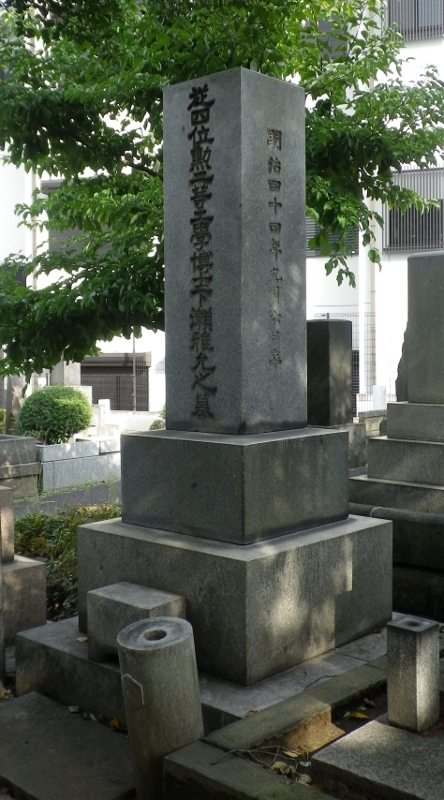
位在染井靈園的墓碑

## 火藥研究
下瀨雅允所的故鄉鐵砲町位於今廣島市中心區域，得名於江戶時代的鐵砲職人聚集之地。雖然在他幼年時期，持有與觀賞火藥都是被禁止的，但並不阻撓他研究火藥的興致。
1886年，法國化學家尤金·特平使用苦味酸製成強力炸彈，並申請專利。當時法國曾向日本推銷這種炸藥，但礙於法國將該炸藥訂為國家機密，日方難以獲得有關炸藥的進一步資訊。日本政府最終由交涉人員的指甲縫中取得炸藥樣本，發現法國的炸藥組成與下瀨火藥如出一轍，便推遲與法國的炸藥交易。下瀨雅允主張，日本應自主研發炸藥。即使左手已有殘疾，他仍於1893年（明治26年）完成炸藥的國產化研製。

## 評價
下瀨雅允研發的下瀨火藥是日本在日俄戰爭中得以戰勝的重要原因，而作為維新後新興的東洋帝國，日本藉此大敗傳統帝國俄羅斯一事也使歐美列強大為震驚。儘管受限於技術，下瀨火藥相當不穩定，亦曾傳出意外爆炸事故，下瀨雅允仍因在受限環境下研發出此款炸藥而倍受肯定。

## 紀念
在位於東京都北區西原的下瀨火藥製造所工場遺址附近，有著以下瀨雅允為名之斜坡「下瀨坂」。

## 榮譽
- 1893年（明治26年）6月29日：勳五等雙光旭日章[8]
- 1901年（明治34年）6月27日：勳四等瑞寶章[9]
- 1906年（明治39年）4月1日：勳三等旭日中綬章、明治三十七八年從軍記章[10]

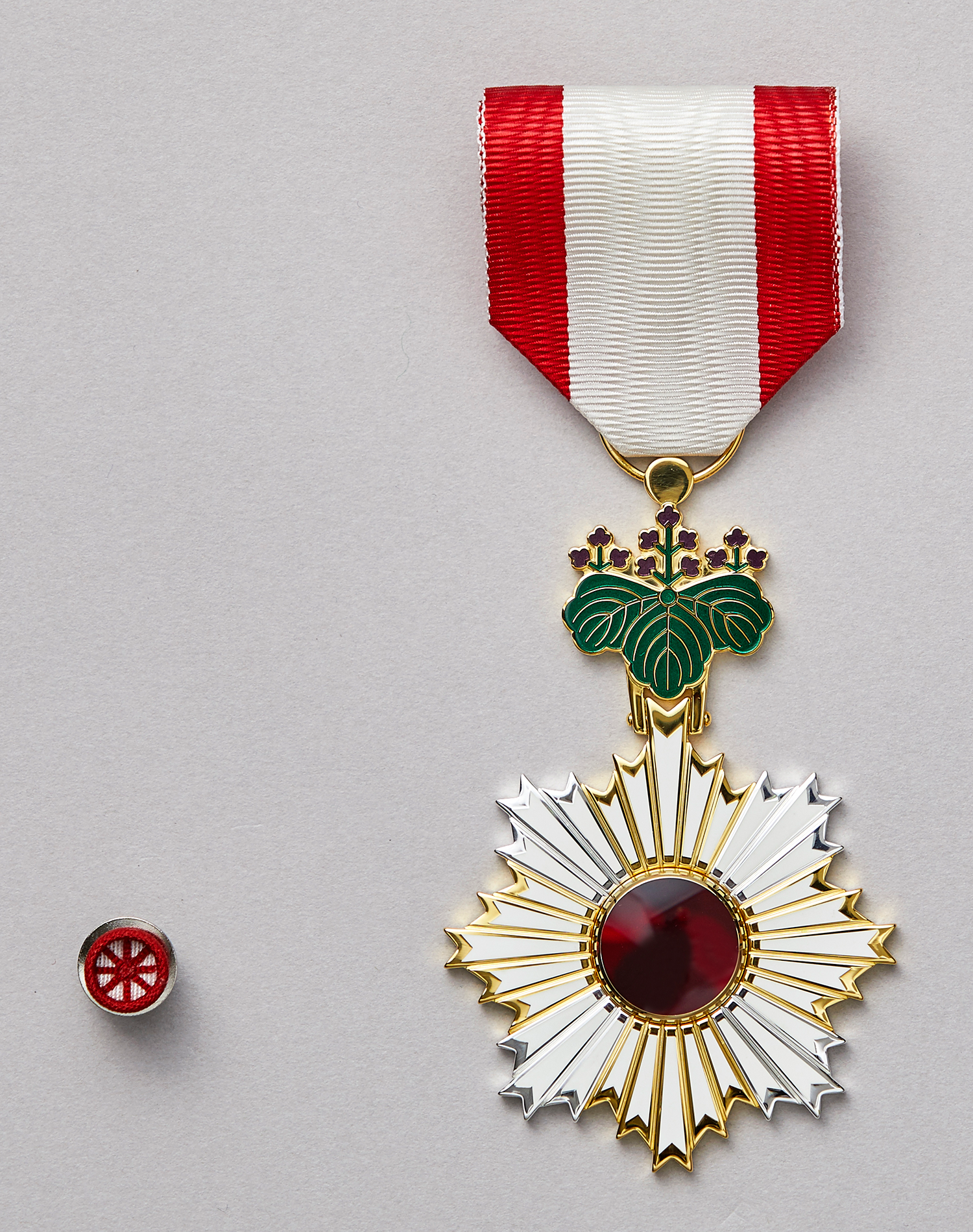
勳五等雙光旭日章
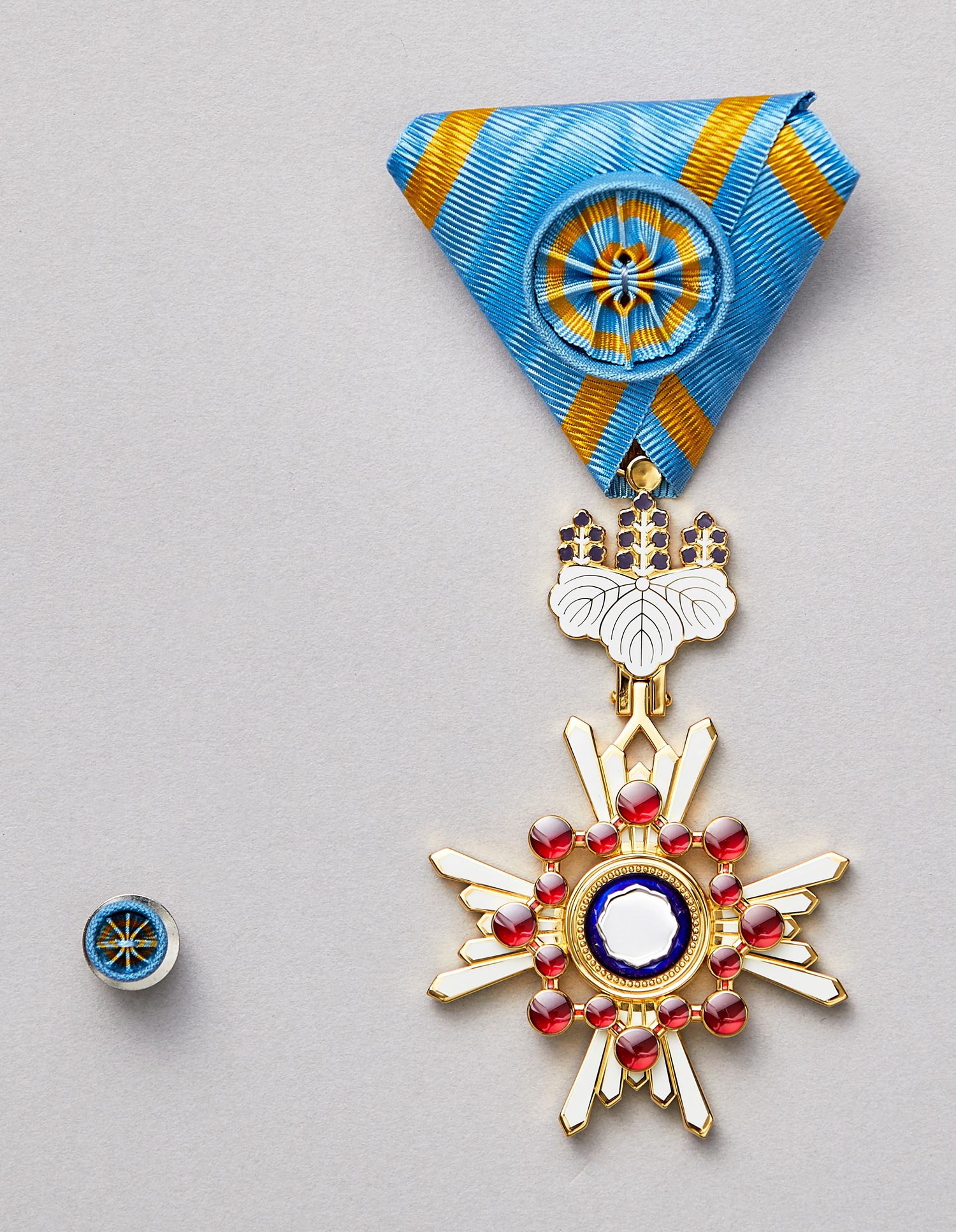
勳四等瑞寶章
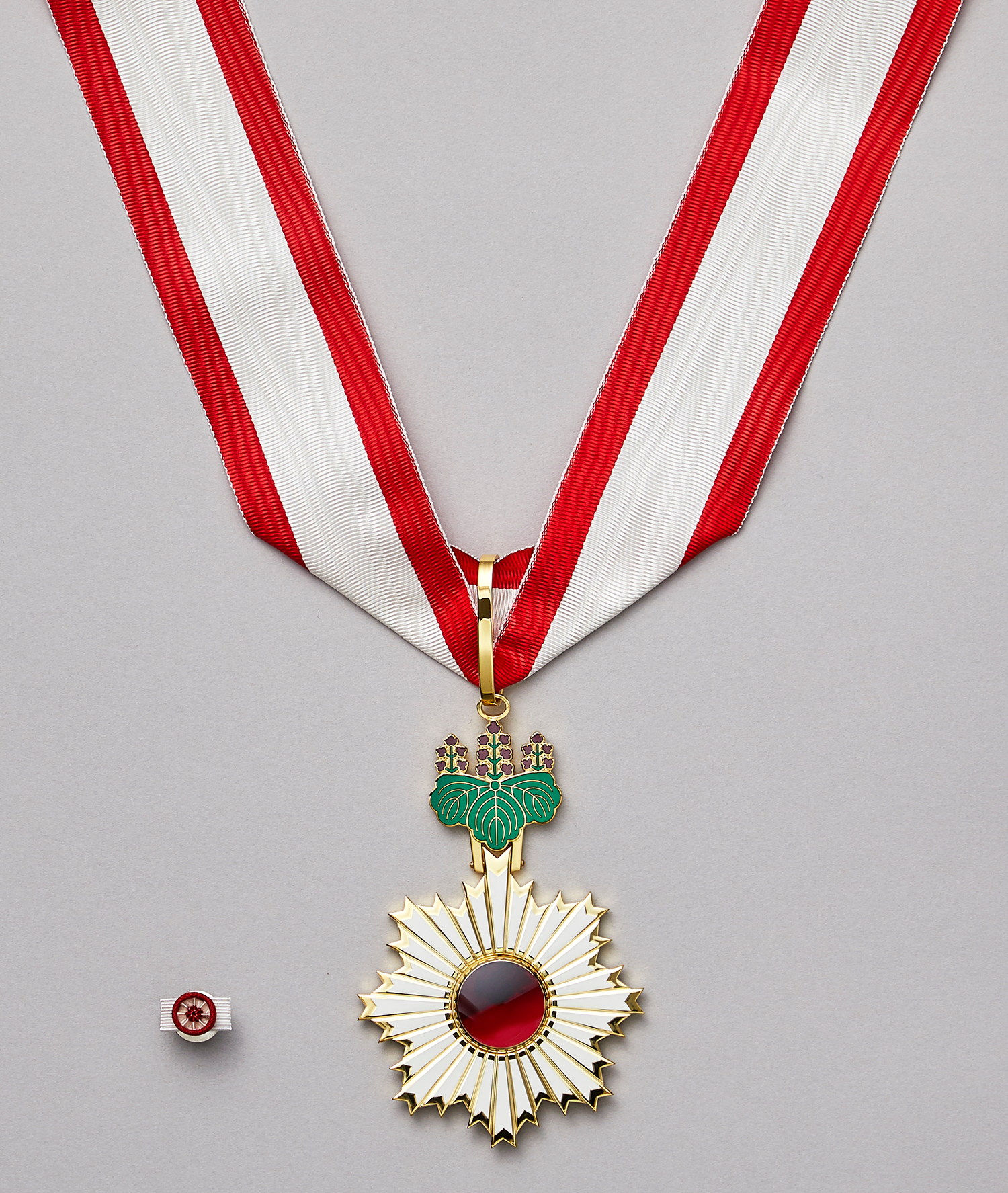
勳三等旭日中綬章
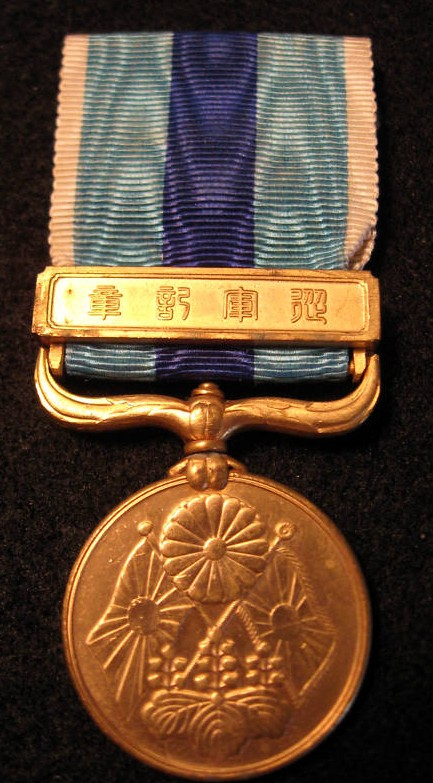
明治三十七八年從軍記章正面
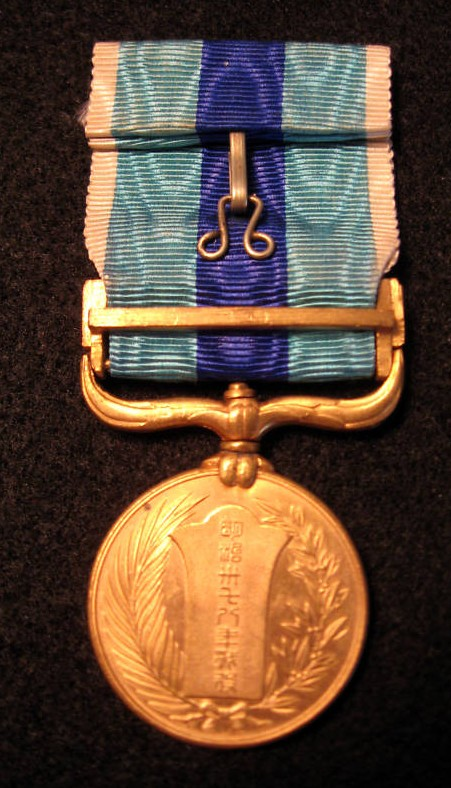
明治三十七八年從軍記章反面

## 腳註
1. ↑  事實上，下瀨火藥即是由苯酚磺化生成苯酚二磺酸，再以濃硝酸硝化所製得之苦味酸。
2. ↑  大日本帝國海軍旗艦三笠在明治38年（1905年）回佐世保港時，艦内彈藥庫的下瀨火藥發生爆炸而導致三笠號沉沒，造成339名船員殉職，[6]罹難人數高於日軍在日本海海戰中的死亡人數（117人）。後來下瀨雅允將彈體内部上漆，防止鐵和苦味酸反應，增加火藥的實用性。

## 外部連結
- 記念艦みかさ公式ホームページ（財団法人三笠保存会） （页面存档备份，存于）
- 記念艦「三笠」 （页面存档备份，存于）
- 下瀬雅允 （页面存档备份，存于） | 近代日本人の肖像 （页面存档备份，存于）（國立國會圖書館）